# Franz Josef Jung
Franz Josef Jung (5 de marzo de 1949) es un político alemán de la Unión Demócrata Cristiana (Christlich Demokratische Union Deutschlands, abreviado CDU) . El 22 de noviembre de 2005 asumió el cargo de ministro de Defensa en el gabinete de coalición de Angela Merkel. En octubre del 2009 fue nombrado Ministro de Trabajo y Asuntos Sociales, pero renunció un mes más tarde.

## Vida y trabajo
Después del servicio militar, Franz Josef Jung estudió Derecho en la Universidad de Maguncia, donde se graduó de abogado y notario en derecho civil. En 1978 finalizó su doctorado en la Universidad de Maguncia y le fue otorgado el título Doctor en Derecho. 
Durante su carrera política, ocupó diferentes cargos políticos en Hesse (actualmente es vicepresidente de la CDU es este lugar) y también fue ministro de Estado. Como ministro de la cancellería del ministro-presidente Roland Koch en Hesse tuvo que renunciar a su puesto después del escándalo por las donaciones a la CDU en el año 2000.
Antes de ingresar al Parlamanto Federal, Jung fue delegado de la CDU en la Asamblea Federal de Alemania para elegir al Presidente de Alemania en 1989, 1994,1999 y el 2004.

## Ministro de Defensa Federal, 2005-2009
Tras las Elecciones federales de Alemania de 2005, Jung fue nombrado miembro del Bundestag alemán y formó parte del primer gabinete de la Canciller Angela Merkel.
Entre diciembre del 2005 y marzo del 2009, Jung visitó las bases militares alemanas en Kunduz, Mazar-e Sarif z Faizabad tres veces. Durante un viaje al norte de Afganistán a principios del 2009, visitó los trabajos de reconstrucción en Mazar-i-Sharif junto con la canciller Angela Merkel. 
En septiembre del 2007, Jung provocó un debate público al afirmar que habría que dispararles a los aviones en caso de ataques terroristas en Alemania. Muchos políticos de los partidos de la oposición como así también políticos del Partido Socialdemócrata de Alemania (SPD, del alemán Sozialdemokratische Partei Deutschlands) especialmente Reinhard Bütikofer y Kurt Beck describieron su posición como “ inconstitucional” y pidieron su renuncia.
A principios del 2008, Jung rechazó un carta de su homólogo norteamericano Robert Gates, quién le pedía a Alemania que envíe soldados y helicópteros al sur de Afganistán, dónde las acciones bélicas más fuertes ocurrían en ese momento. Jung anunció que Alemania reemplazaría inmediatamente las tropas noruegas en el norte de Afganistán.
El 27 de noviembre de 2009, Jung presentó su renuncia como ministro de Trabajo y Asuntos Sociales por el ataque aéreo de Kunduz el 4 de septiembre de 2009 en Afganistán. El ataque aéreo fue contra dos tanques de combustible que habían sido secuestrados por el grupo Talibán y trajo como consequencia la muerte de muchos civiles. La renuncia de Jung fue consequencia de las acusaciones recibidas por minimizar la posibilidad de que civiles murieran en un ataque aéreo.
Un video tomado por el avión de combate americano F-15 que participó en el ataque aéreo se publicó en el periódico Bild mostrando civiles en el bombardeo. Sin embargo, no se sabe exactamente si Jung tenía conocimiento sobre este video cuando declaró que no habían fallecido civiles. Karl- Theodor zu Guttenberg sucedió a Jung en el cargo.
La renuncia de Jung llega un día después de la renuncia de Wolfang Schneiderhan, jefe de las Fuerzas Armadas, y de Peter Wichert, un funcionario superior del Ministerio de Defensa. Sus renuncias fueron calificadas como una de las sacudidas más fuertes dentro del ejército en las últimas dos décadas. Se afirmó que el Ministerio de Defensa suprimió información sobre este incidente.

## Miembro del Parlamento 2009-2017
Desde 2009 hasta 2013, Jung fue miembro del equipo parlamentario a cargo de seleccionar los jueces para las Cortes superiores de Justicia, concretamente la Corte de Justicia Federal (BGH), la Corte Federal Administrativa (BverwG), la Corte Federal Fiscal (BFH), la Corte Federal de Trabajo (BAG) y el Tribunal Social Federal (BSG).
Después de las Elecciones federales de Alemania de 2013, Jung fue elegido vicepresidente por los Partidos de la Unión (la Unión Demócrata Cristiana de Alemania: CDU y la Unión Social Cristiana de Baviera: CSU) en el grupo parlamentario encargado de tratar temas de Alimentación, Agricultura y Defensa del Consumidor. Tras la muerte de Andreas Shockenhoff, se hizo cargo de la cartera de política exterior a principios del 2015.
En julio del 2016, Jung anunció que no se presentaría en las Elecciones federales de Alemania de 2017 y que abandonaría su actividad política al final de su período parlamentario.